# Israel Moissejewitsch Gelfand

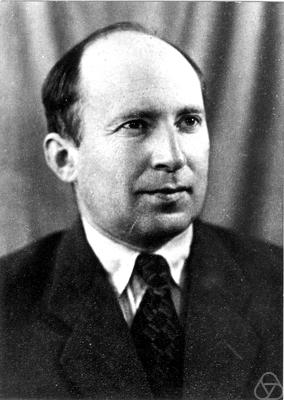
Israel Gelfand

Israel Moissejewitsch Gelfand (russisch Израиль Моисеевич Гельфанд; * 20. Augustjul. / 2. September 1913greg. in Okny im Gouvernement Cherson, Russisches Kaiserreich, heute Oblast Odessa, Ukraine; † 5. Oktober 2009 in New Brunswick, New Jersey) war ein sowjetisch-amerikanischer Mathematiker.

## Leben
Gelfand begann 1932 sein Studium der Mathematik an der Moskauer Staatsuniversität bei Andrei Kolmogorow auf dem Gebiet der Funktionalanalysis, das er 1935 mit einer Arbeit über Abstrakte Funktionen und lineare Operatoren abschloss. In dieser Zeit arbeitete er mit Abraham Plessner und Lasar Aronowitsch Ljusternik zusammen. Er habilitierte 1938 (ebenfalls an der Moskauer Staatsuniversität) zum Doctor Scientiae mit einer Arbeit über kommutative normierte Algebren. Von 1941 bis 1990 hielt er eine Professur an der Moskauer Staatsuniversität. Zu seinen Schülern gehörte Michail Zetlin. Von 1968 bis 1970 war Gelfand Präsident der Moskauer Mathematischen Gesellschaft und wurde im Anschluss ihr Ehrenmitglied. Im Jahr 1990 übersiedelte er in die USA und arbeitete seitdem an der Rutgers University in New Jersey, wo er Professor für Mathematik und Biologie war.
Neben seinen Forschungsaktivitäten ist Gelfand auch für sein sehr einflussreiches Seminar zur Funktionalanalysis an der Moskauer Staatsuniversität bekannt, welches 1943 gegründet wurde und an der Rutgers-Universität fortgeführt wird. In dem berühmten Seminar von Gelfand traf sich regelmäßig die von ihm begründete Moskauer Schule von Mathematikern, die sich insbesondere mit Darstellungstheorie und Funktionalanalysis beschäftigte. Des Weiteren leitete er ein Fernlehrprogramm für Mathematik, das Gelfand Correspondence Program in Mathematics (GCPM), nachdem er ähnliche Programme schon in der Sowjetunion geleitet hatte.
Nach Gelfand sind verschiedene mathematische Begriffe benannt, unter anderem die Gelfand-Transformation, der Satz von Gelfand-Neumark, die Gelfand-Neumark-Segal-Konstruktion, der Satz von Gelfand-Mazur und das Gelfandsche Raumtripel. Die Arbeiten von Gelfand spielten eine große Rolle in der Vorgeschichte des Atiyah-Singer-Indexsatzes und der Nichtkommutativen Geometrie. Seit den 1960er Jahren beschäftigte er sich auch mit Anwendungen der Mathematik in der Biologie. Mit Boris Levitan entwickelte er die Gelfand-Levitan-Theorie der inversen Streutheorie von Sturm-Liouville-Operatoren (1951).
Sein Sohn Sergei Gelfand ist ebenfalls Mathematiker.

## Ehrungen
Gelfand war Mitglied der Sowjetischen bzw. Russischen Akademie der Wissenschaften (korrespondierendes Mitglied seit 1953, ordentliches Mitglied seit 1984), der American Academy of Arts and Sciences in Boston seit 1964, der London Mathematical Society seit 1967, der Royal Irish Academy in Dublin seit 1970, der National Academy of Sciences of the USA seit 1970, der Königlich-schwedischen Akademie der Wissenschaften in Stockholm seit 1974, der Académie des Sciences de l'Institut der France seit 1976, der Royal Society in London seit 1977, der Accademia dei Lincei seit 1988 und der Japanischen Akademie der Wissenschaften seit 1989, der New York Academy of Sciences seit 2000 und der European Academy of Sciences seit 2004.
1970 hielt er einen Plenarvortrag auf dem ICM in Nizza (The Cohomology of Infinite Dimensional Lie Algebras; Some Questions of Integral Geometry), ebenso wie 1962 in Stockholm (Automorphic functions and the theory of representations) und 1954 in Amsterdam (Some Aspects of Functional Analysis and Algebra).
Er erhielt 1978 den damals zum ersten Mal verliehenen Wolf-Preis für Mathematik (zusammen mit Carl Ludwig Siegel), 1980 die Wigner-Medaille 1989 den Kyoto-Preis, 1994 einen MacArthur Fellowship der MacArthur Foundation, 2005 den Leroy P. Steele Prize der American Mathematical Society für sein Lebenswerk.
In der Sowjetunion erhielt Gelfand den Stalinpreis (1951 und 1953), dreimal den Leninorden (1954, 1956 und 1973), zweimal den Rotbannerorden der Arbeit (1963 und 1983) und den Orden der Völkerfreundschaft (1975).
Gelfand erhielt Ehrendoktortitel der Universitäten Oxford (1973), Paris VI und VII (1974), Harvard (1976), Uppsala (1977), Lyon (1984), Pisa (1985), New York (1988), Kyoto (1989), Pennsylvania (1990), New York (1992) und Rutgers (1993).

## Schriften
Gelfand veröffentlichte über 800 Arbeiten und 30 Bücher. Die Arbeiten erschienen vornehmlich auf Russisch, sind aber zum großen Teil ins Englische übersetzt worden, einige Bücher auch ins Deutsche. Einige wichtige Werke sind
- Verallgemeinerte Funktionen (Bände I bis IV: Hochschulbücher für Mathematik. Band 47–50):
  - Band I Verallgemeinerte Funktionen und das Rechnen mit ihnen, Berlin, Deutscher Verlag der Wissenschaften 1960 mit Schilow
  - Band II Lineare topologische Räume, Räume von Grundfunktionen und verallgemeinerten Funktionen, mit Schilow, Berlin, Deutscher Verlag der Wissenschaften 1962
  - Band III Einige Fragen zur Theorie der Differentialgleichungen, Berlin, Deutscher Verlag der Wissenschaften 1964, mit Schilow
  - Band IV Einige Anwendungen der harmonischen Analyse: Gelfandsche Raumtripel, Berlin, Deutscher Verlag der Wissenschaften 1964 mit Naum Wilenkin
  - Band V Integralgeometrie und Darstellungstheorie, Moskau, 1962 mit M. I. Graev und Naum Wilenkin (russ.) (englische Übersetzung: "Integral geometry and representation theory", Academic Press 1966)
  - Band VI Representation Theory and automorphic functions mit Ilja Pjatetskij-Shapiro, M. I. Graev, Academic Press 1990
- mit D. Raikov, G. Shilov Kommutative normierte Algebren, Berlin, Deutscher Verlag der Wissenschaften 1964 (englisch: Commutative Normed Rings, Chelsea Publ. 1964, AMS/Chelsea 2003)
- Calculus of Variations, Prentice Hall 1963 (mit Fomin)
- Collected papers, Bände I–III (1987, 1988, 1989), Springer-Verlag

Daneben veröffentlichte Gelfand eine Reihe weiterer mathematischer Lehrbücher und Monographien wie:
- mit A. Shen: Algebra. Birkhäuser 1993.
- mit Michail Kapranow, Andrei Zelevinsky: Discriminants, resultants, and multidimensional determinants. Birkhäuser 2008.
- Funktionen und ihre graphische Darstellung. Teubner 1971, Harri Deutsch 1972.
- Lectures on Linear Algebra. Dover 1989.
- mit Elena Georgievna Glagoleva, Alexander Kirillow: Method of coordinates. Birkhäuser 1990.
- mit Gindikin, M. Graev: Selected topics in Integral Geometry. American Mathematical Society 2003.
- mit R. A. Minlos, Z. Shapiro: Representations of the rotation and Lorentz groups and their application. Pergamon Press 1963.
- mit Mark Naimark: Unitäre Darstellungen der Klassischen Gruppen. Berlin, Akademie Verlag 1957.
- mit Mark Saul: Trigonometry, Birkhäuser 2001.

Wichtige Arbeiten Gelfands sind unter anderem
- mit Neumark: On the embedding of a normed ring into a ring of operators in a Hilbert space. In: Mat. Sbornik 12 (54, 1943), 197–217.
- mit Raikow: Irreducible unitary representations of locally compact groups. In: Mat. Sbornik 13 (55, 1943), 301–316.
- mit Kostjutschenko: Eigenfunction expansions of differential and other operators. In: Dokl. Akad Nauk SSSR 103 (1955), 349–352.
- mit D. B. Fairlie: The algebra of Weyl symmetrised polynomials and its quantum extension. In: Comm. Math. Phys., Band 136, 1992, S. 487–499,  Project Euclid.